# هاسداي كريسكاس
هاسداي كريسكاس (بالعبرية: חסדאי קרשקש‏) هو فيلسوف كاتلاني، وهو من أكبر مؤيدي المذهب العقلاني في الفلسفة اليهودية.

## روابط خارجية
- هاسداي كريسكاس على موقع الموسوعة البريطانية (الإنجليزية)